# Gilberto Teixeira
Gilberto Teixeira de Lima, conhecido como CaraForró[carece de fontes?] (Mossoró, 6 de agosto de 1953) é um cantor, ambientalista, escritor, editor, produtor cultural e político brasileiro.

## Carreira
Gilberto foi o terceiro de uma série de treze filhos de Manoel Pereira de Lima e Maria Teixeira de Lima. Gilberto Teixeira é de uma tradicional família de artistas, na área de música, espalhada pelos estados do Rio Grande do Norte, Bahia e Rio de Janeiro. Fez o curso secundário entre os estados do Rio Grande do Norte e Pernambuco e estudou Psicologia na Universidade Federal da Paraíba.
Tem larga experiência na área de música, produção cultural e jornalismo no Estado do Rio de Janeiro, onde fez dezenas de shows nos teatros João Caetano, Nelson Rodrigues, Rival, Canecão, João do Vale e Jackson do Pandeiro/Feira de São Cristóvão, Ballroom, Centro Cultural Suassuna, Casa França Brasil, Fundição Progresso, Mourisco, Asa Branca, Rio Sampa, BNDES, Lona Cultural Gilberto Gil, Circo Voador e vários teatros do SESC. Criou e editou os Jornais SOS TERRA/Ecologia, criou e ainda edita o Jornal da Feira de Tradições Nordestinas/Feira de São Cristóvão.

### Entre os anos 1982 e 2000
Quando migrou de João Pessoa, capital da Paraíba para o estado do Rio de Janeiro, iniciou as atividades musicais. Em Teresópolis trabalhou suas primeiras composições e foi também coordenador cultural, agregando ao movimento musical ingredientes da cultura tradicional do Nordeste. Entre as duas cidades, Rio de Janeiro e Teresópolis, produziu os primeiros espetáculos mostrando a sua forma peculiar de interpretar cancioneiros nordestinos, assim como as suas próprias composições. Teatros, praças e movimentos ecológicos foram suas platéias preferidas. Além de engajar-se no movimento cultural-musical, Gilberto Teixeira militou entre os principais ambientalistas na defesa do meio ambiente, inclusive na fundação da APEDEMA/RJ (Assembléia Permanente de Defesa do Meio Ambiente do Estado do Rio de Janeiro) e integrou a coordenação do Fórum Global, entidade que coordenou a ECO-92.
Entre 1985 e 1994, participou da fundação do Partido Verde no Rio de Janeiro e fundou a Sigla em Teresópolis. No campo da ecologia criou a Agência Ambiental SOS Terra e o Jornal SOS Terra, um dos veículos de comunicação do Fórum Global. Na Prefeitura Municipal de Teresópolis criou e coordenou o Sistema de Política Ambiental, onde implantou vários programas e projetos de Educação, Monitoramento e Fiscalização Ambiental (Educação Ambiental, Patrulha Verde, Linha Verde, SOS Paquequer, SOS Florestas). Implantou, ainda, o Sistema de Coleta Seletiva de Lixo (SOS Lixo) agregado às escolas municipais. Com a Sociedade Civil, trabalhou a recuperação do Parque Nacional da Serra dos Órgãos/PNSO, implementando várias ações e programas, entre eles a volta da Unidade ao Programa Nacional de Meio Ambiente/PNMA/Ministério do Meio Ambiente e criou, junto a 30 entidades do município, a ONG Sociedade dos Amigos do Parque, ligada à Unidade para tratar de questões relacionadas com o PNSO. Foi o maior movimento da Sociedade Civil já organizado no Estado do Rio de Janeiro, em torno de uma Unidade de Conservação, pois conseguiu sensibilizar e levar o ministro do Meio Ambiente, Sr. Rubens Recúpero, a Teresópolis, para ver de perto os problemas que afligiam a Unidade. Os ambientalistas comemoraram o Dia Mundial do Planeta (22 de abril), no dia 19 de abril, no Teatro João Caetano, no Rio de Janeiro, RJ. A Festa Verde, organizada pelo CREA/RJ Movimento de Cidadania Pelas Águas e pela APEDEMA/RJ contou com a presença dos artistas Bia Bedran, Fátima Guedes, Tunay e CaraForró. A festa foi divulgada, principalmente, entre ecologistas e amigos do Meio Ambiente. O ambientalista Gilberto Teixeira, que integra o Movimento de Cidadania Pelas Águas/CREA/RJ, participou da organização da festa.
Entre 1997 e 2006, participou ativamente do movimento Cultural da Feira de São Cristóvão/Centro Luiz Gonzaga de Tradições Nordestinas, principal reduto dos nordestinos na Região Sudeste. Gilberto integrou a Comissão de Feirantes que conquistou o Pavilhão de São Cristóvão para a Feira  transformando o espaço oficialmente em Centro Luiz Gonzaga de Tradições Nordestinas/CLGTN. Foi também responsável pela criação do Sistema de Gestão Cultural/CLGTN e pelo Programa de Gestão de Projetos/PGP, incluindo Raízes do Nordeste, Cordel na Feira, São João na Feira, Roda de Forró, Frevo na Feira, Clube do Forró, Repente na Feira, Pequenos Contos da Feira (Relatos e depoimentos de personagens que fizeram a história da Feira de São Cristóvão), ETSEDRON/A temática da Feira Nordestina de São Cristóvão/CD, e Forró da Feira/CD, já na terceira edição. Teixeira também criou o primeiro Site e o Jornal da Feira de Tradições Nordestinas do Campo de São Cristóvão. O CD Forró da Feira reuniu os artistas do espaço pela primeira vez num CD. Gilberto liderou a realização do primeiro plebiscito na Feira, numa lista de sete nomes importantes ligados a cultura nordestina, que resultaram na escolha dos músicos Jackson do Pandeiro e João do Vale, nomeando, assim, os dois principais palcos.
Teixeira fundou, junto à classe artística, o Instituto Cultural da FEIRA, instituição civil sócio-cultural, com finalidades e objetivos claros calcados na defesa, promoção e proteção da Cultura das diversas manifestações tradicionais da Feira de São Cristóvão e do Nordeste do Brasil. Ao mesmo tempo o Instituto valoriza e preserva áreas Culturais importantes como os palcos João do Vale e Jackson do Pandeiro, as praças Catolé do Rocha, Câmara Cascudo, Padre Cícero, Frei Damião e Mestre Vitalino. Atualmente, integra o Comitê de Coordenação do Movimento Pró-Patrimônio Cultural Imaterial da Feira de São Cristóvão. O processo está em andamento no Instituto do Patrimônio Histórico e Artístico Nacional/IPHAN, Livro de Registro dos Lugares, destinado a englobar locais que, independentes de valor arquitetônico, urbanístico, estético ou paisagístico, constituem suportes fundamentais para a continuidade das práticas e atividades que abrigam.
O artista CaraForró, personagem incorporado por Gilberto Teixeira, faz incursões periódicas na Feira de São Cristóvão. Em 2003, na inauguração da nova Feira, fez a primeira temporada, durante oito meses, patrocinada pela Nova Schin e o Gás Natural/CEG. Ficou um ano em cartaz, entre 2005 e 2006, e foi patrocinado pela Bebidas Comary/Catuaba Selvagem. Os shows foram intercalados entre os palcos João do Vale e Jackson do Pandeiro. Durante a última temporada, assistida por aproximadamente duzentas mil pessoas, o artista fez tanto sucesso que os produtores produziram e lançaram o CD CaraForró/Carne de Sol. No mercado fonográfico da Música Nordestina Brasileira/MNB trabalhou o seu primeiro disco, ainda em vinil, em 1987, pelo Selo RGE/SOM LIVRE, intitulado "Desgarrado", com composições próprias, e teve como produtor musical o maestro Waltel Branco, produtor de trilhas de novelas e mini-séries da Rede Globo. Teixeira se tornou mais conhecido a partir dos CDs Forró da Feira 1 e 2 nos anos de 2001 e 2002 no Rio de Janeiro. O CD Forró da Feira, produzido por Eugênio Dale, teve a participação de Tânia Alves. O CD Forró da Feira 2, produzido por Robertinho de Recife, teve a participação de Zé Ramalho e foi, de forma pioneira, apresentado no Canecão, casa de espetáculo famosa no Rio de Janeiro, onde se reúnem grandes nomes da MPB. Seu quarto trabalho musical é intitulado CaraForró (CD composto de músicas de sua autoria), pelo Selo NGT Music, e também produzido por Robertinho de Recife.

## Discografia
- Desgarrado (LP)
- Forró da Feira (CD)
- Forró da Feira 2 (CD)
- CaraForró (CD)

## Literatura

### Pequenos Contos da Feira
Os Pequenos Contos da Feira são relatos e depoimentos de personagens que fizeram a história da Feira de São Cristóvão.
| “ | As pessoas que chegavam eram despejadas, literalmente, no Campo de São Cristóvão e permaneciam lá, até aos domingos, esperando seus parentes e amigos que já se encontravam no Rio para encaminhá-los aos canteiros de obras, com vagas garantidas. | ” |

A Feira de São Cristóvão é o resultado de narrativas pitorescas de nordestinos. A partir da década de 1940, essas pessoas tinham lugar certo para desembarcar: São Cristóvão. O Campo era simplesmente uma área a céu aberto, e o pavilhão não era nem projeto. Durante 60 anos muitos deles foram chegando, fazendo história no Campo, e a Feira foi se fazendo, se construindo, se solidificando a partir desses personagens que, ao longo dos tempos, fizeram a Feira de São Cristóvão ser o que é hoje. O Jornal da Feira de Tradições Nordestinas do Campo de São Cristóvão, desde janeiro de 2007, publica a série Pequenos Contos da Feira, com o objetivo de relatar episódios jamais descritos. São doze contos no contexto histórico do reduto sobre personagens que, ainda hoje, convivem com a Feira de São Cristóvão.
Carmelita Araújo Barbosa
| “ | Quando resolvi trabalhar na Feira, não pedi autorização a ninguém! Fui chegando e fui fazendo o que eu mais sabia fazer: preparar e vender queijinho de coalho no espeto. | ” |

Maria Lúcia Alves Cardoso
| “ | Quando a gente estava se mudando para o interior do Pavilhão, eu, sozinha com os meus espíritos (e junto a eles, estava o Coronel Agra!) acenei e falei em espírito: Viu Coronel, eu não lhe disse que um dia qualquer, no futuro, nós iríamos trabalhar aqui dentro do Pavilhão! | ” |

Ademar Joaquim dos Santos e Deverina Carvalho dos Santos
| “ | Éramos oito irmãos e eu não tinha outra opção; fui quase forçada a viajar, pois sentia que as dificuldades em nossa casa se agravariam! Achava que poderia ajudar minha família arranjando trabalho noutro lugar. Eu era a mais velha dos irmãos, tinha 23 anos. | ” |

Severino Emanuel de Mello
| “ | Enganávamos a fiscalização da Prefeitura tomando a nossa tradicional pinga nas xícaras. "Passávamos" para eles, ao usarmos as xícaras, que estávamos tomando café carioca. Era assim que tomávamos a nossa cachaça! | ” |

Gerson Cosme Oliveira Passarinho
| “ | Toda a nossa vida tem sido aqui. Não conhecemos outra atividade fora da Feira. Meu pai me ensinou o que sei fazer hoje. Agora estou ensinando, juntamente com minha mulher, o sentido de nossa vida, através da barraca na Feira, aos nossos filhos. Agradecemos tudo que temos à Feira de São Cristóvão! | ” |

João Manoel da Silva
| “ | Muita gente, ainda hoje, masca fumo e usa a gosma do fumo para matar larvas de plantas, para unheiro, bicho-do-pé, pulgas, carrapatos, piolhos e lêndeas. Feira Nordestina que se preza não pode deixar de oferecer esses produtos, pois os nordestinos mantêm certos hábitos característicos de sua própria gente. | ” |

José Carlos de Carvalho
| “ | Eu tenho lembranças boas e não muito boas desse pedaço, mas foi aqui que construí o meu presente e futuro; a minha vida, a minha família, pois me casei com Maria Piedade de Almeida Carvalho, em 24 de dezembro de 1985, com quem tive dois bons filhos e os criei com o trabalho da Feira. | ” |

José Herculano dos Santos
| “ | Quando comecei a trabalhar na Feira e viver intensamente o seu movimento Cultural pude vivenciar algumas experiências e assistir alguns momentos de tensão entre eles, principalmente entre o João Gordo e o Macaco. O Macaco sempre quis mandar mais do que o João. Mas o João Gordo com o seu jeito político de conviver foi quem amansou o Macaco, botou ele nos trinques, como se fala hoje em dia! | ” |

Jean Carlos Nogueira Silva e Seu Paí Josué Galdino da Silva  conhecido como (  Déu Mudanças ) e sua Mãe Jandira Nogueira Silva e outros bravos trabalhadores do setor de carnes, que demos início aos trabalhos nos dias de sabado,  na época do ágio ( Quando não havia carnes nos açougues e mercados.
Por tanto desafios outros setores da feira resolveram montar suas Barracas também e assim foi crescendo cada vez mais a Feira de São Cristóvão,  mais conhecida como Feira dos Paraíbas "
Ivo Amaral
| “ | O Campo de São Cristóvão era a Rodoviário do Nordestino. Vinham sentados nas tábuas dos caminhões, eram umas doze tábuas em forma de bancos. Na estrada comiam farinha e um pedacinho de ceará/charque; rapadura, cachaça, queijo coalho e usavam uma cabaça que servia de depósito para água. A ceará é uma carne forte, resistente, e é muito prática; quando dá fome é só botar um pedaço na boca com um punhado de farinha seca, que fica forrado pelo resto do dia! | ” |

Carlos Botelho
| “ | Eu estava na companhia de alguns mendigos na Central do Brasil quando um deles me convidou para conhecer a Feira de São Cristóvão. Foi Jesus Cristo quem providenciou esse encontro, pois eu estava com muita fome quando surgiu o convite! | ” |

José João dos Santos
| “ | Aos domingos, eu visitava a feira para fazer as minhas reflexões sobre os costumes do Nordeste. Tinha saudade das coisas da minha terra e ficava assistindo aqueles movimentos dos conterrâneos comprando, conversando, ouvindo as histórias que matavam um pouco a saudade dos familiares, dos amigos e das coisas da região. | ” |

### Jornal SOS Terra
Tablóide mensal que registrava a Conferência Paralela dos Ambientalistas durante a ECO-92, que aconteceu na Cidade do Rio de Janeiro e reuniu mais 150 países. O Jornal SOS Terra circulou no Movimento Ecológica Brasileiro entre os anos de 1991 a 1996.
O grupo de ecologistas que integrava a Agência Ambiental SOS Terra, MCT/Movimento Conservacionista Teresopolitano, Movimento Pró-Floresta da Tijuca, Defensores da Terra e APEDEMA/RJ (Assembléia Permanente de Defesa do Meio Ambiente), reunia mais 50 entidades de defesa da Ecologia, sob a liderança dos ambientalistas Vilmar Berna, Gilberto Teixeira, Carlos Minc, Alfredo Sirkis, Fernando Gabeira, Antônio Vieira Xinaíba, Vidock Casas e Marcelo de Paula. Esse grupo escrevia e publicava o Jornal SOS Terra, um dos tablóides oficiais da Conferência dos Ecologistas na ECO-92. O mesmo tablóide publicou a primeira matéria sobre a chegada do grupo Greenpeace no Brasil.